# Joel Lindpere
Joel Lindpere (ur. 5 października 1981 w Tallinnie) – piłkarz estoński grający na pozycji środkowego lub lewego pomocnika.

## Kariera klubowa
Lindpere pochodzi z Tallinna. Karierę piłkarską rozpoczął w klubie Nõmme Kalju. W 1997 roku zadebiutował w drugiej lidze estońskiej. W 1998 roku odszedł do Lelle SK, gdzie spędził dwa lata. W 2000 roku został piłkarzem Flory Tallinn. Wywalczył z nią wicemistrzostwo Estonii, a rok później mistrzostwo. W połowie 2001 roku przeszedł do drugoligowego zespołu Valga Warrior, ale już w 2002 roku wrócił do Flory. W 2002 i 2003 roku został z Florą mistrzem Estonii.
Na początku 2005 roku Lindpere został wypożyczony do CSKA Sofia. W pierwszej lidze Bułgarii zadebiutował 5 marca 2005 w wygranym 4:0 domowym meczu ze Slawią Sofia. W CSKA grał przez pół roku i rozegrał 11 spotkań. W połowie 2005 roku wrócił do Flory i grał w niej do końca 2006 roku.
W 2007 roku Lindpere odszedł z Flory do Tromsø IL. W nowym zespole zadebiutował 9 kwietnia 2007 w zwycięskim 1:0 domowym spotkaniu z Vålerenga Fotball. W 2008 roku wywalczył z Tromsø wicemistrzostwo Norwegii.
W 2010 roku Lindpere przeszedł do klubu Major League Soccer, New York Red Bulls. W 2013 roku został zawodnikiem Chicago Fire. Następnie grał w Baníku Ostrawa i Nõmme Kalju, gdzie zakończył karierę.
| Sezon   | Klub               | Kraj              | Rozgrywki    | Mecze | Bramki |
| ------- | ------------------ | ----------------- | ------------ | ----- | ------ |
| 1997/98 | Nõmme Kalju        | Estonia           | Esiliiga     | 7     | 14     |
| 1998    | Lelle SK           | Estonia           | Meistriliiga | 1     | 0      |
| 1999    | Lelle SK           | Estonia           | Meistriliiga | 22    | 5      |
| 2000    | Flora Tallinn      | Estonia           | Meistriliiga | 27    | 8      |
| 2001    | Flora Tallinn      | Estonia           | Meistriliiga | 7     | 0      |
| 2001    | Valga Warrior      | Estonia           | Esiliiga     | 12    | 6      |
| 2002    | Valga Warrior      | Estonia           | Esiliiga     | 8     | 11     |
| 2002    | Flora Tallinn      | Estonia           | Meistriliiga | 20    | 10     |
| 2003    | Flora Tallinn      | Estonia           | Meistriliiga | 20    | 5      |
| 2004    | Flora Tallinn      | Estonia           | Meistriliiga | 25    | 6      |
| 2004/05 | CSKA Sofia         | Bułgaria          | A PFG        | 11    | 0      |
| 2005    | Flora Tallinn      | Estonia           | Meistriliiga | 11    | 3      |
| 2006    | Flora Tallinn      | Estonia           | Meistriliiga | 20    | 5      |
| 2007    | Tromsø IL          | Norwegia          | Tippeligaen  | 24    | 3      |
| 2008    | Tromsø IL          | Norwegia          | Tippeligaen  | 24    | 0      |
| 2009    | Tromsø IL          | Norwegia          | Tippeligaen  | 27    | 2      |
| 2010    | New York Red Bulls | Stany Zjednoczone | MLS          | 29    | 3      |
| 2011    | New York Red Bulls | Stany Zjednoczone | MLS          | 34    | 7      |
| 2012    | New York Red Bulls | Stany Zjednoczone | MLS          | 34    | 5      |
| 2013    | Chicago Fire       | Stany Zjednoczone | MLS          | 25    | 2      |

## Kariera reprezentacyjna
W reprezentacji Estonii Lindpere zadebiutował 1 listopada 1999 roku w zremisowanym 2:2 towarzyskim spotkaniu ze Zjednoczonymi Emiratami Arabskimi. W swojej karierze grał w eliminacjach do Euro 2004, Mistrzostw Świata 2006, Euro 2008 i Mistrzostw Świata 2010.